# Torghud (tribu)
Torghud fou una tribu de turcmans d'origen obscur; com que apareixen al segle xiii, en ple domini mongol, tot i ser considerats en totes les fonts com a turcs, el seu origen és incert. No s'ha de confondre aquesta tribu amb la tribu Torghut. En la tradició musulmana dos germans de noms Torghud i Baybur foren enviats a Anatòlia des del Khurasan al final del segle xiii; al segle xiv eren a Akshehir; la seva gent es va aliar als karamànides amb els quals van enllaçar en diversos matrimonis. Mehmed Beg (1261-1278) va concedir la meitat de la plana entre Konya i Ankara a Torghud i l'altra meitat a Baybur, i aquestes regions foren conegudes com a Torghud Eli i Baybur Eli. Els torghuds van ajudar els karamànides en les seves campanyes victorioses contra el Beylik d'Eretna i Germiyan. Encara que la història tingui parts de llegenda i folklore popular, sembla clar que els grups tribals que van venir amb Torghud i Baybur van ser aliats als karamànides i enemics dels otomans, el que fa dubtar que el Toghrul Beg que fou general d'Osman I fos la mateix persona que el cap d'aquest grup. El 1475, després d'una sèrie d'expedicions els otomans (sota Mehmet II) van dominar el Beylik de Karaman-oğlu i semble que els torghud van emigrar en gran nombre a territori mameluc. Després alguns es van unir als aq qoyunlu, però la major part va restar amb els mamelucs contra els otomans. El 1500 van participar en una revolta en favor de Karaman contra els otomans; després es van posar al servei dels safàvides; durant la revolta dels djalalis els van donar suport i amb la derrota es va trencar el seu poder a l'inici del segle xvii.